# Bölkow Bo 103
Bölkow Bo 103 byl malý experimentální vrtulník vzniklý v roce 1961 v Německu pro výzkum nových rotorových systémů. Byl odvozen od pozemního upoutaného trenažéru Bo 102, ale na rozdíl od něj byl schopný zcela nezávislého letu. Jeho konfigurace byla zcela minimalistická, v podstatě spočívající pouze z trubkového rámu na němž byly umístěny dynamické části a pilotní sedačka, ačkoliv později byl přidán malý plastikový překryt. Typ si zachoval jednolistý sklolaminátový rotor z Bo 102, a zkoušky prokázaly technickou způsobilost tohoto řešení ke skutečnému letu. Prototyp je zachován ve vrtulníkovém muzeu v Bückeburgu.

## Specifikace

### Technické údaje
- Osádka: 1 (pilot)
- Průměr nosného rotoru: 6,66 m
- Plocha nosného rotoru: 34,8 m²
- Výška: 2,41 m
- Prázdná hmotnost: 268 kg
- Vzletová hmotnost: 390 kg
- Pohonná jednotka: 1 × vzduchem chlazený čtyřválcový boxer Agusta GA.70
- Výkon pohonné jednotky: 61 kW (82 hp)

### Výkony
- Maximální rychlost: 100 km/h
- Dolet: 100 km
- Stoupavost: 5,7 m/s